# MGRS

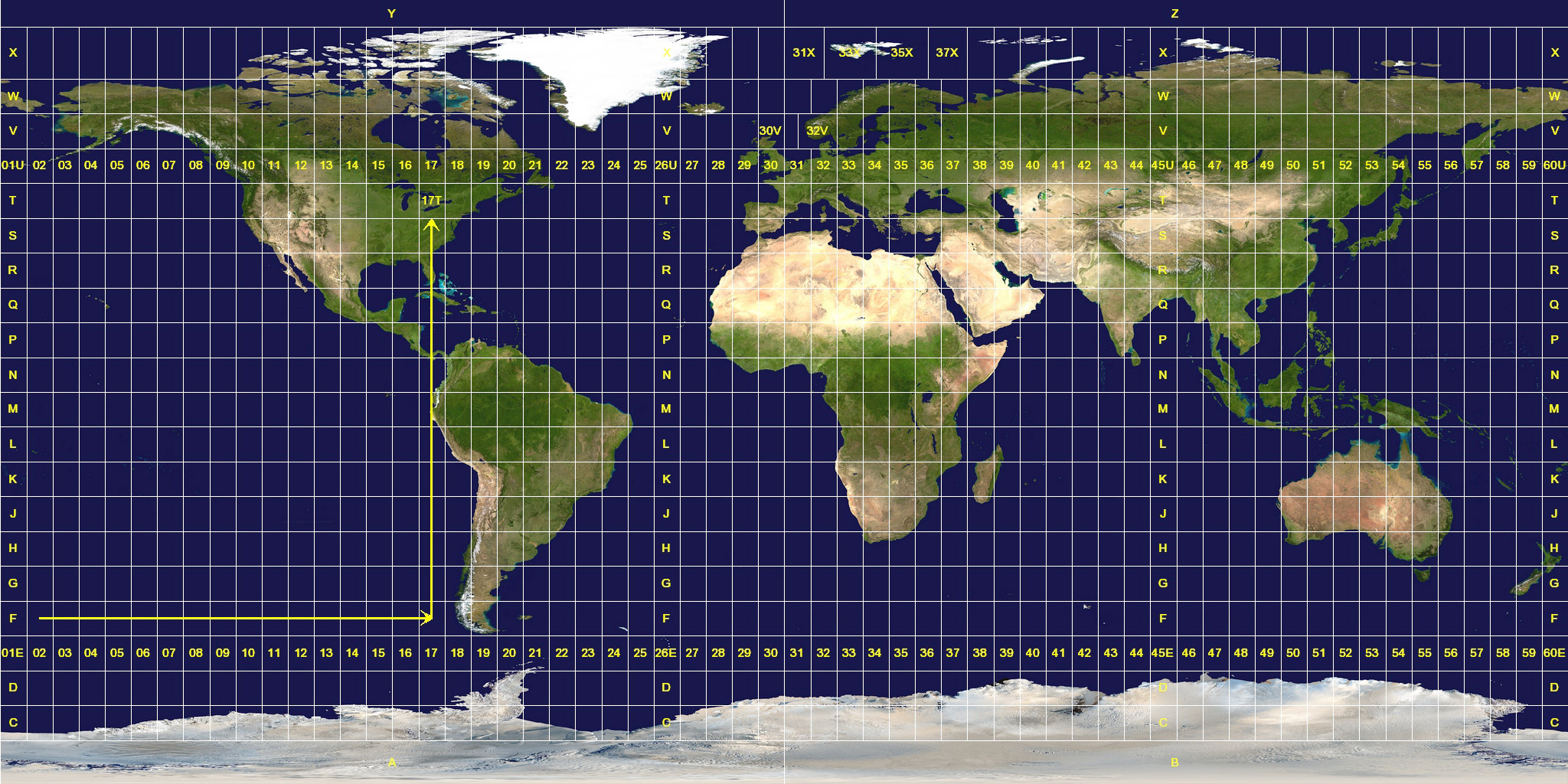
рис 1. Поділ на зони GZD. Підписані зони з Україною

рис 2. Поділ на зони GZD з указанням градусів

MGRS (англ. Military Grid Reference System, дослівно, "військова сіткова довідкова система") — двовимірна система геокоординат військових НАТО для поверхні Землі. MGRS є похідною від систем координат UTM та UPS (тому існують точні формули перетворення), але використовує власну систему запису.
Кожна координата системи MGRS складається з 4 частин:
обозначеня зони, коду карти, горизонтальної та вертикальної координати.
Для прикладу розглянем MGRS координати Майдану Незалежності (36U UA 24232 91610):
- 36U — позначення зони (англ. GZD - Grid Zone Designator)
- UA  — код карти 100 X 100 км (англ. Grid Square ID)
- 24232 — горизонтальна координата вправо (на схід)
- 91610 — вертикальна координата вверх (на північ)

## Позначення зони (GZD)
Перша частина координат MGRS – позначення зони. Як і зони UTM, вони нарізаються (рис. 2):
- по меридіанах кратним (шириною) 6°, і пронумеровані від 1 до 60 (360° / 6° = 60).
- по паралелях кратним (висотою) 8° від 80°S до 84°N і позначаються буквами з діапазону C-X (окрім I та O). Найпівнічніша смуга (зони X) має висоту 12°.

Таким чином, ми отримаємо 60 X 20 зон розміром 6° на 8°.

## Код карти 100 x 100 км

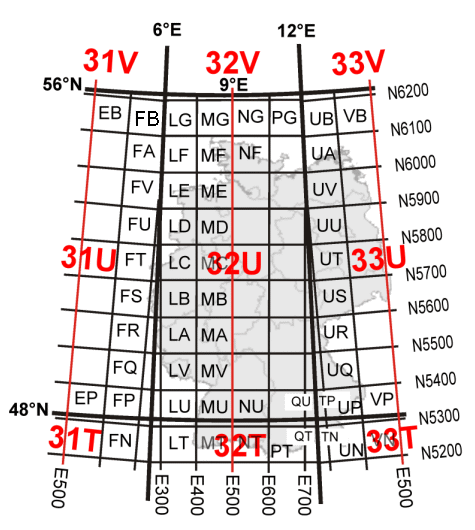
рис 3. MGRS сітки 100x100 км над Німеччиною.

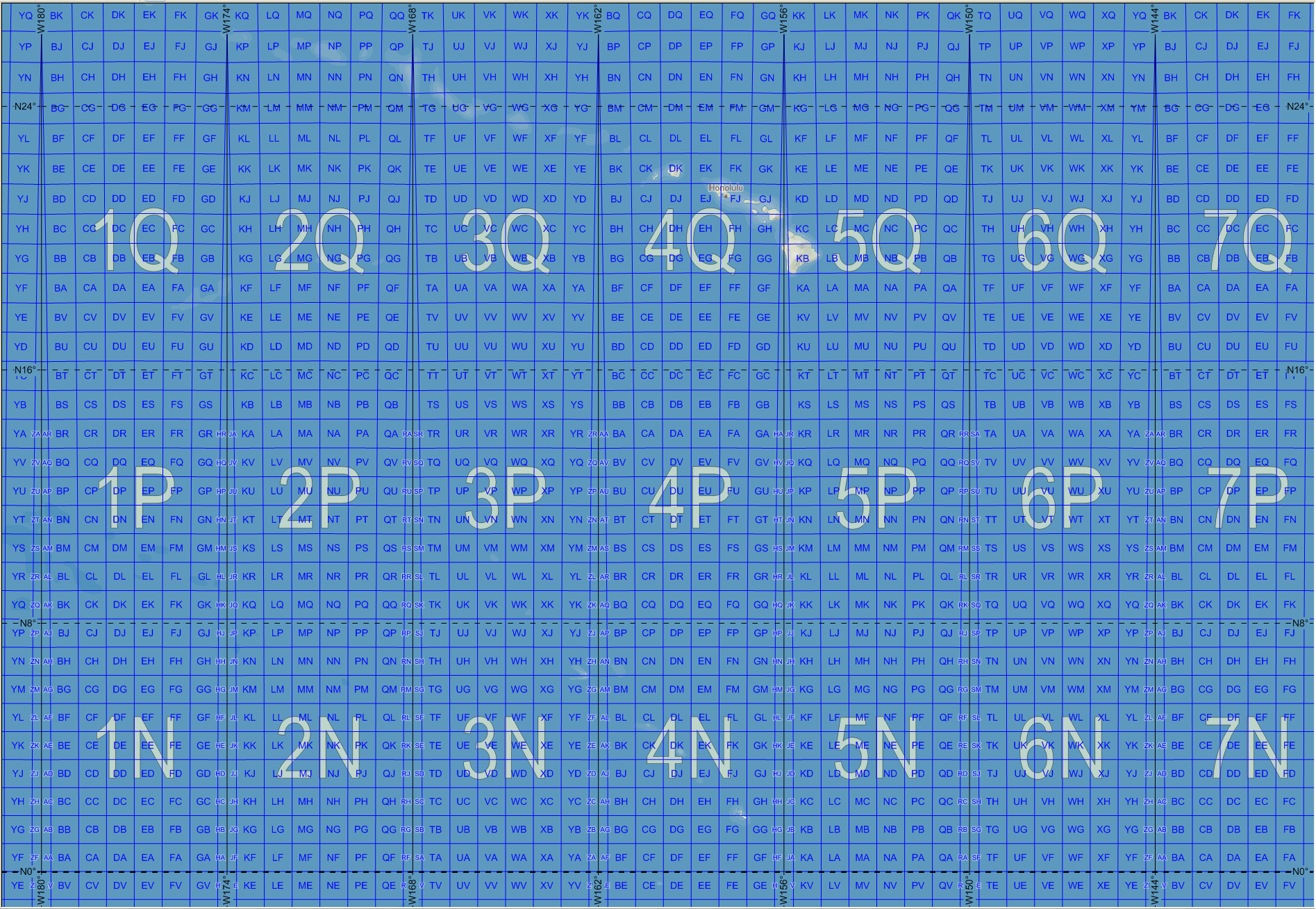
рис 4. MGRS сітки 100x100 км біля екватора близько Гаваїв.

Кожна зона ділиться квадратною сіткою на карти покриттям 100 X 100 км (рис. 3 та рис. 4)
та вміщує, таким чином, 8 карт по горизонталі та 9 або 10 карт по вертикалі.
Визначення коду по горизонталі:
- три сусідні зони мають 8 Х 3 = 24 карти , кожна з яких позначена однією із 24 букв від A до Z (окрім I та O);
- сітка коду відцентрована у кожній зоні (тобто не загальна з сусідніми зліва та справа).

Визначення коду по вертикалі:
- сітка кодів починається від екватора та йде на північ неперервно через всі зони;
- кожна з 9-10 карт в зоні позначена однією з 20 букв від A до V (окрім I та O);
- в кожній другій зоні нумерація зміщена наполовину і починається з F.

### Співпадіння коду карти
Через вищенаведені правила нумерації, код карти повторюється тільки на значній відстані,
а саме при зміщенні на 3 зони по горизонталі або 1 зону по вертикалі.
Приклади повторення:
- код UA (Київ — Канів) повторюється щонайближче в Ульяновська (РФ) та Штральзунда (північ Німеччини).
- код CR (Чугуїв — Шебекіно) повторюється щонайближче на заході Казахстану та на заході Сербії.
- код DP (Донецьк — Бахмут) повторюється щонайближче на заході Узбекистану та на півдні Сербії.

## Координати в карті 100 x 100 км
Третя та четверта частина координат MGRS — це координати всередині карти 100 X 100 км.
Кожна з них подається групою цифр (від 1 до 5), від кількості яких залежить точність;
- якщо використовують всі 5 цифр — це дає точність в 1 м;
- при використанні 4 цифр — точність зменшується до 10 м і т.д.

При використанні лише 1 цифри — точність описує зону 10 Х 10 км, що може використовуватися як назва цього квадрату.

## Полярні регіони

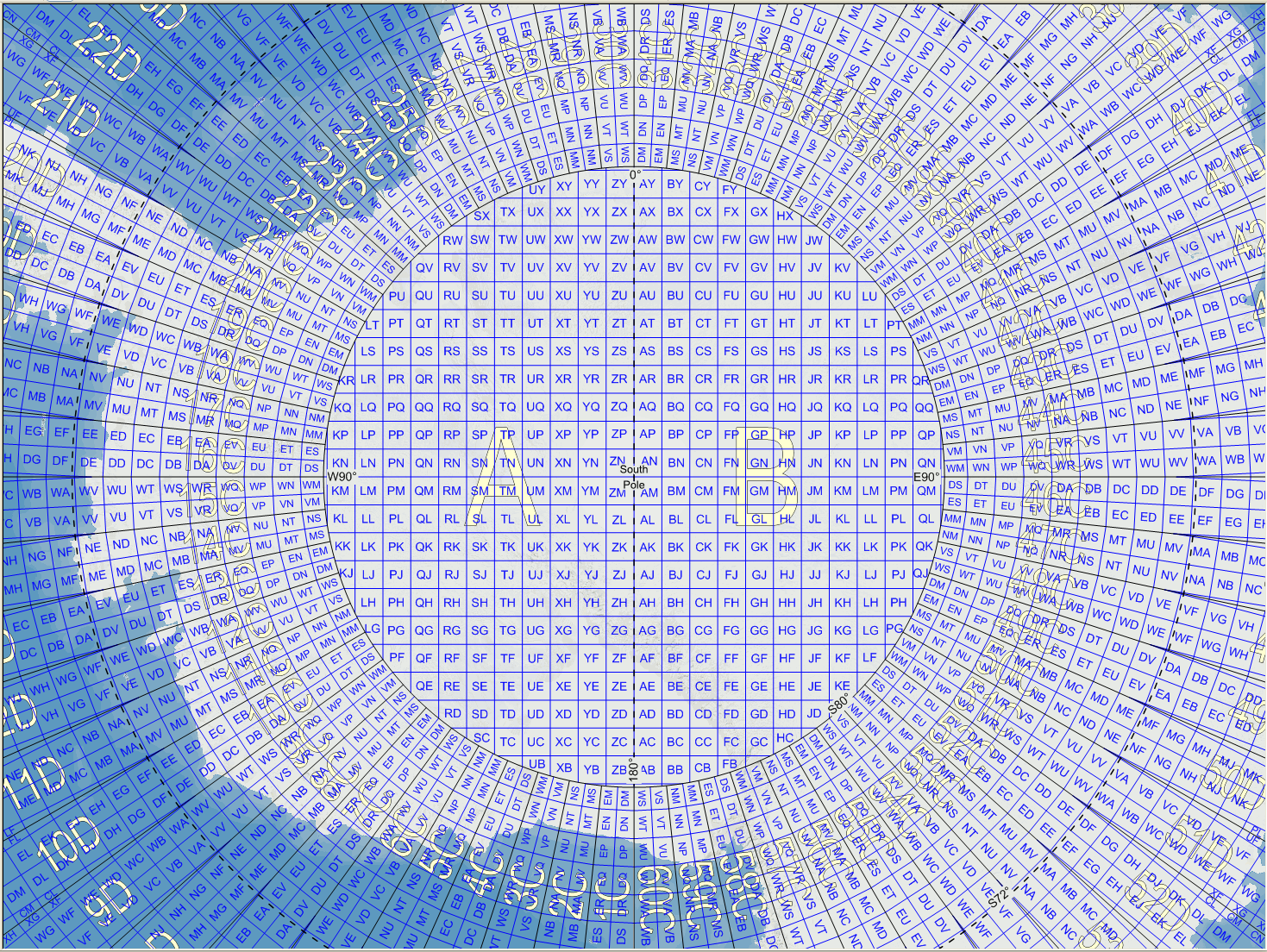
рис 5. Сітка MGRS біля Південного полюсу.

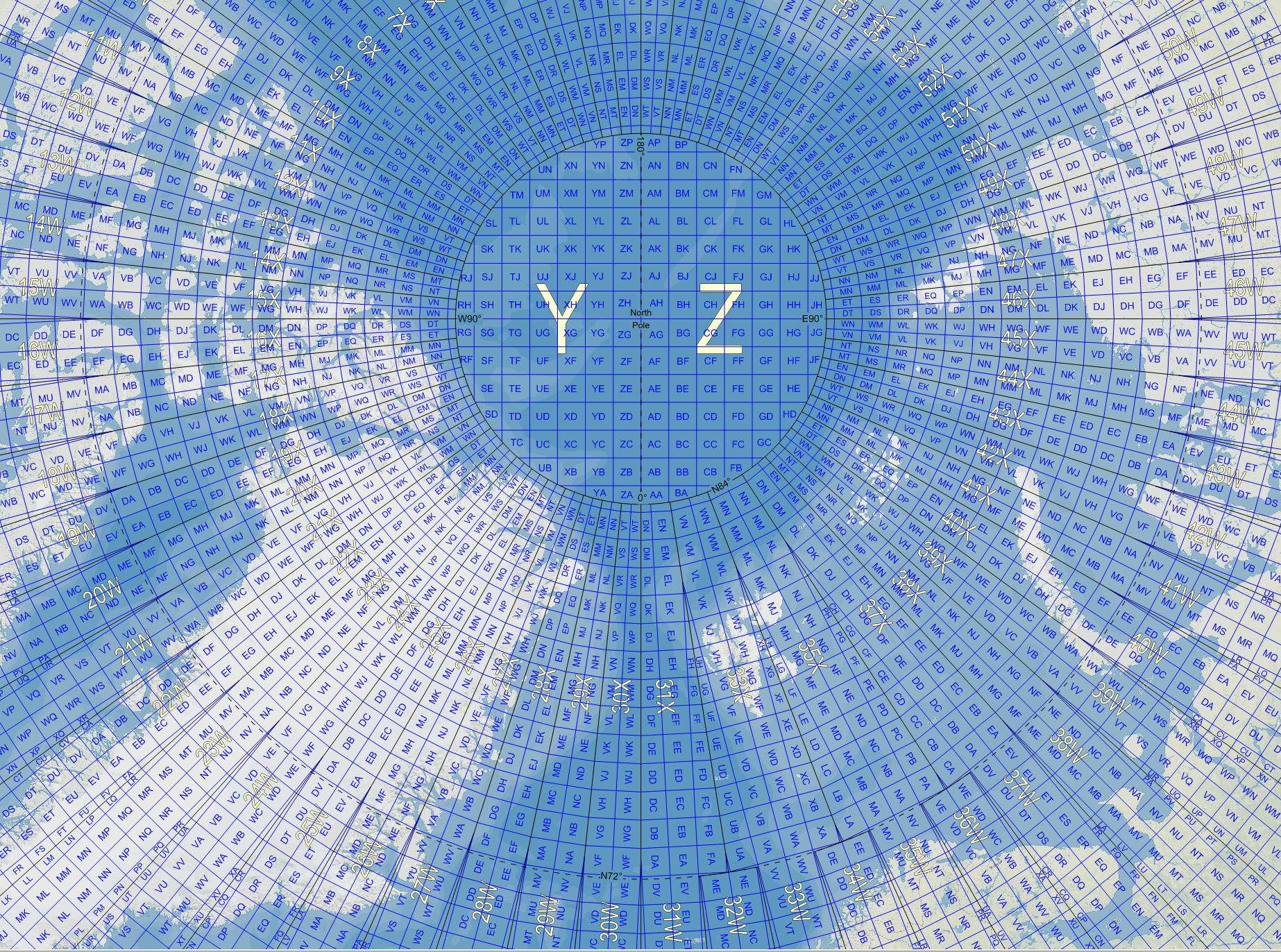
рис 6. Сітка MGRS біля Північного полюсу.

В районах полюсів використовується система координат UPS.
Та інший принцип поділу на зони (рис.5 та рис.6). Сітка карт 100x100 км залишається подібною.

## Порівняння з WGS
Взявши довжину екватора (40 075 696 м) і поділивши на 360*60*60 отримаємо точність близько 30 м.
Це точність, отримана використовуючи цілі градуси, мінути і секунди, тобто 7+7 знаків, що гірше ніж 12 знаків MGRS, якщо опускати GZD, оскільки «код карти» не повторюватиметься в околі > 1000 км.
Щоб отримати точність співмірну із MGRS, потрібно використовувати соті долі кутових секунд!